# Grzegorz Okruch
Grzegorz Mirosław Okruch (ur. 13 stycznia 1942 w Skierniewicach, zm. 17 września 2013) – polski działacz związkowy i samorządowy, radny Skierniewic (1998–2002).

## Życiorys
W 1957 ukończył Zasadniczą Szkołę Zawodową w Skierniewicach, po czym pracował jako szlifierz w Zakładach Transformatorów Radiowych "Zatra" w Skierniewicach (1958–1998). W 1980 zaangażował się w działalność NSZZ „Solidarność” w tymże zakładzie: był przewodniczącym Komitetu Strajkowego oraz Komisji Zakładowej, a także delegatem na I Walne Zebranie Delegatów Regionu Mazowsze. W latach 1981–1982 był internowany w Łowiczu. Po zwolnieniu i powrocie do miejsca pracy pełnił funkcję przewodniczącego Tajnej Komisji Zakładowej w "Zatrze", organizował kolportaż podziemnych czasopism, za co był zatrzymywany i aresztowany. 
W okresie III RP przewodniczył strukturom "Solidarności" w Skierniewicach. W latach 1998–2002 zasiadał w skierniewickiej radzie miejskiej z ramienia AWS. Był przewodniczącym Klubu Radnych Akcji, a także wiceprzewodniczącym rady miejskiej. Bez powodzenia ubiegał się o reelekcję z listy Porozumienia dla Skierniewic (PdS) w wyborach w 2002 i 2006. W wyborach w 1997 kandydował bezskutecznie do Sejmu z listy AWS. 
W okresie 2004–2005 pełnił obowiązki prezesa MKS "Unia" Skierniewice, następnie był przewodniczącym rady klubu. Odznaczony Krzyżem Kawalerskim Orderu Odrodzenia Polski przez prezydenta Lecha Kaczyńskiego (2006).